# Vereinigung Deutscher, Italienischer und Französischer Verwaltungsrichter und Verwaltungsrichterinnen
Die Vereinigung Deutscher, Italienischer und Französischer Verwaltungsrichter und Verwaltungsrichterinnen (VERDIF) wurde im Jahre 1994 in Weimar gegründet. Sie gliedert sich in drei nationale Sektionen. Die deutsche Sektion heißt seit ihrer Neugründung am 9. September 2022 als eingetragener Verein "Vereinigung Deutscher, Italienischer und Französischer Verwaltungsrichterinnen und Verwaltungsrichter e.V.". Die italienische Sektion heißt "Associazione dei Giudici amministrativi tedeschi, italiani e francesi (AGATIF)", die französische Sektion ist die "Association des Juges administratifs allemands, italiens et francais (AJAFIA)". Den drei Sektionen gehören insgesamt ca. 150 Mitglieder an.
Die Mitglieder der Vereinigung vergleichen auf Fachtagungen das materielle und prozessuale Verwaltungsrecht und Verfassungsrecht in Deutschland, Italien und Frankreich. Ihr Präsident ist gegenwärtig der Vorsitzende von AJAFIA, Jean-Philippe Gayrard (Vorsitzender Richter am Verwaltungsgericht Montpellier). Vizepräsidenten der Gesamtvereinigung sind der Vorsitzende von VERDIF e.V. Jan Neumann (Richter am Oberverwaltungsgericht für das Land Nordrhein-Westfalen)  und der Präsident von AGATIF Angelo de Zotti (früherer Präsident des Verwaltungsgerichts Mailand).
Der vormalige Präsident des Bundesverwaltungsgerichts Klaus Rennert formuliert den Zweck der Vereinigung anschaulich: „In einem zusammenwachsenden Europa kommen sich nicht nur die Menschen und Nationen näher, auch die nationalen Rechtsordnungen konvergieren. Das setzt voraus, dass wir uns nicht nur für die benachbarten Rechtsordnungen interessieren, sondern auch für deren Träger, in erster Linie die Richterinnen und Richter. VERDIF hat sich dieses doppelte Ziel gesetzt: die Verwaltungsrechtsordnungen Deutschlands, Italiens und Frankreichs grenzüberschreitend zu vergleichen und deren Repräsentanten kennenzulernen und ins Gespräch zu bringen.“
Seine Amtsvorgängerin Präsidentin des Bundesverwaltungsgerichts Marion Eckertz-Höfer hatte anlässlich des 15-jährigen Jubiläums von VERDIF Folgendes geäußert: "Wenn ein gemeinsamer europäischer Rechtsraum gelingen soll, so muss er vor allem auch in den Köpfen seiner Richter Platz finden. Dass dies nur gelingen kann durch den Austausch der Meinungen, durch häufige Treffen, durch gegenseitiges Kennenlernen – dies ist ersichtlich ein Teil der gelebten Gründungsphilosophie von VERDIF."
Zuletzt fand im Oktober 2023 in Düsseldorf eine Tagung zum Zugang der Bürger zu staatlichen Informationen und seinen Grenzen statt und im Mai 2023 in Montpellier zur Künstlichen Intelligenz im Verwaltungsprozess.  
Zuvor erfolgten Tagungen u. a. im September 2012 in der Villa Vigoni (Thema: Verwaltungsgerichtliche Überprüfung von technisch geprägten Behördenentscheidungen im Umweltrecht), im Rahmen des von dem Bund Deutscher Verwaltungsrichter und Verwaltungsrichterinnen (BDVR) veranstalteten 17. Deutschen Verwaltungsgerichtstags in Münster im Juni 2013, in der südfranzösischen Stadt Toulon im Oktober 2013 (Thema: Gemeindliche Bauleitplanung), im Mai/Juni 2014 in Venedig (Thema: Schutz der Umwelt im Spannungsfeld zur wirtschaftlichen Betätigung), im Oktober 2014 in Potsdam (Thema: Die Rolle von Verwaltungsrichtern und der Einfluss der Politik auf ihre Tätigkeit – Funktion – Ernennung/Beförderung), im Juni 2015 in Bergamo (Thema: Dringliche Maßnahmen für den Schutz der Umwelt, Volksgesundheit und öffentlichen Sicherheit), im Oktober 2015 in Turin (Thema: Amtsermittlungsgrundsatz), im Juni 2016 anlässlich des 18. Deutschen Verwaltungsgerichtstags in Hamburg, im September 2016 im Conseil d’État (Frankreich) (Thema: Regulierungsfunktion der Obersten Verwaltungsgerichte), im Mai 2017 in Catanzaro (Thema: Verursacherprinzip in der praktischen Anwendung im Verwaltungsrecht; in Anwesenheit des italienischen Staatspräsidenten), im September 2017 in Speyer, im Juni 2018 in Cagliari, im November 2018 in Saarbrücken, im Oktober 2019 in Florenz und im Oktober 2022 in Bozen. Während der Corona-Pandemie wurden Videokonferenzen abgehalten im Dezember 2020 zur gerichtlichen Mediation, im Juni 2021 zu Klimaschutz und Ökologie und im Dezember 2021 zu den Kosten des Verwaltungsprozesses.